# Hampton (Pennsylvania)
Hampton  è una township degli Stati Uniti d'America, nella contea di Allegheny nello Stato della
Pennsylvania. Secondo il censimento del 2000 la popolazione è di 17.526 abitanti. L'insediamento risale al XVIII secolo.

## Società

### Evoluzione demografica
La composizione etnica vede una prevalenza della razza bianca (97,66%) seguita da quella asiatica (1,23%).
| township di Hampton Popolazione |        |
| 2000                            | 17.526 |
| Stima al 01-07-07               | 17.212 |